# Les Goûts réunis

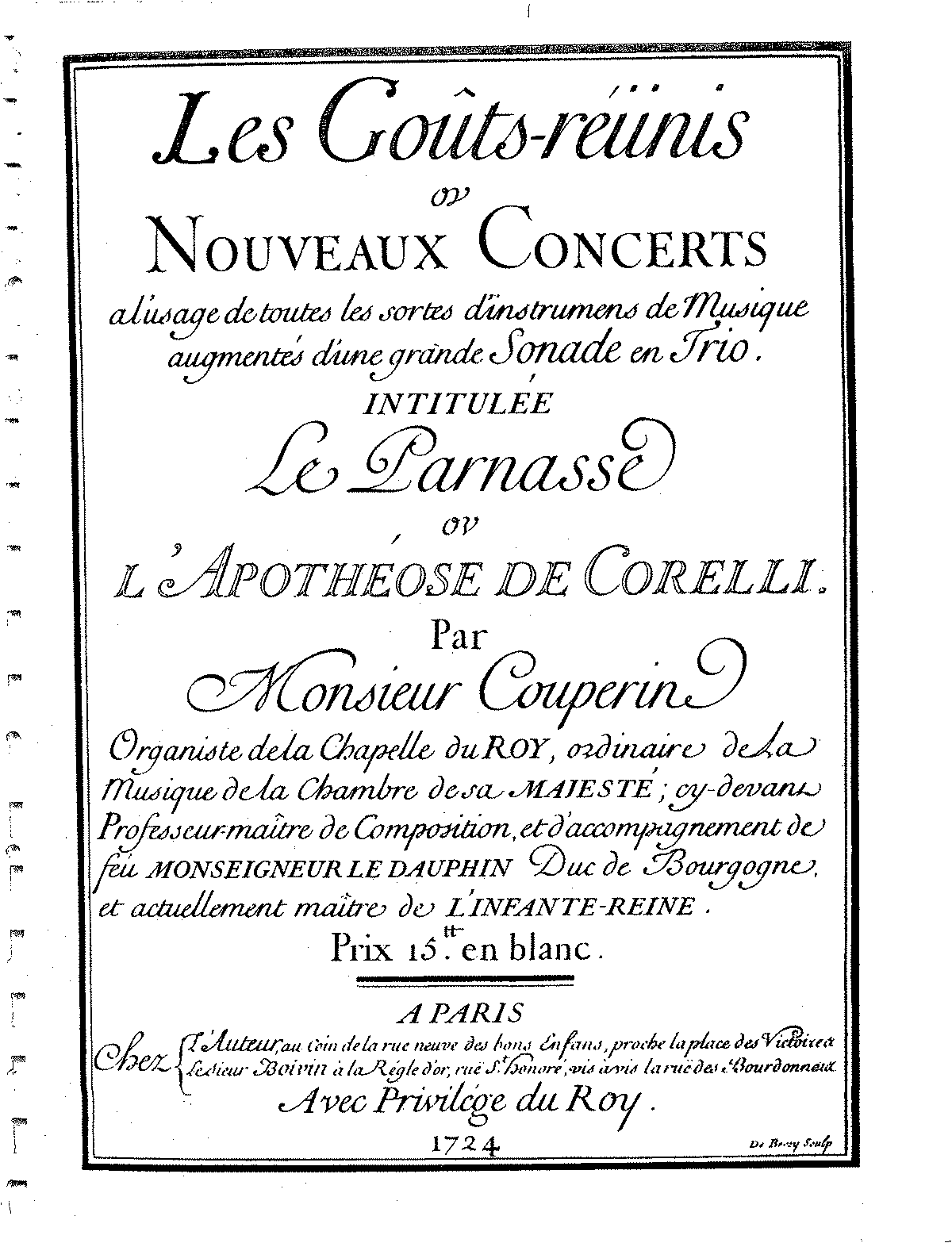
Page de titre

Les Goûts réunis est le titre d'un recueil de dix suites composées par François Couperin et publiés en 1724, dont un  titre alternatif est Nouveaux concerts car ils se situent dans la continuité des quatre Concerts royaux composés pour être interprétés à la cour de Louis XIV. Ils sont d'ailleurs comptés comme concerts N° 5 à 14 dans l'œuvre du musicien. L'ouvrage imprimé comprend, à la suite des dix concerts, l'Apothéose de Corelli. 
Le titre lui-même traduit ce qui apparaît parfois comme une obsession chez Couperin : composer des œuvres qui joindraient les qualités et caractères, pourtant fort différents et souvent contradictoires, de la musique française et de la musique italienne de son époque. C'est ainsi qu'il a dans le passé composé des sonades  [sic] d'un goût prétendument italien sous un pseudonyme (Pernucio) et qu'il avouera honorer de façon analogue les parangons de ces deux traditions musicales : Lully et Corelli. En réalité, ces suites sont beaucoup plus françaises qu'italiennes, ne serait-ce que du fait de leur structure (suite de danses) même si le caractère purement chorégraphique n'est guère perceptible.

## Composition des concerts
- Cinquième concert

1. Prélude - Gracieusement
2. Allemande - Gaiement, et les croches égales
3. Sarabande grave
4. Gavotte - Coulamment, et les croches égales
5. Musette dans le goût de carillon - Rondeau

- Sixième concert

1. Gravement et mesuré
2. Allemande à 4 temps légers - Vivement, et les croches égales et marquées
3. Sarabande mesurée - Noblement
4. Air de Diable - Très vite
5. Sicilienne - Tendrement et louré

- Septième concert

1. Gravement, et gracieusement
2. Allemande - Gaiement
3. Sarabande grave
4. Fuguette - Légèrement
5. Gavotte - Gaiement
6. Sicilienne - Tendrement et louré

- Huitième Concert dans le Goût Théâtral

1. Ouverture
2. Grande Ritournelle - Gravement
3. Air - Noblement
4. Air tendre - Rondeau
5. Air léger
6. Loure - Pesamment
7. Air - Animé, et léger
8. Sarabande - Grave, et tendre
9. Air léger
10. Air tendre - Lentement
11. Air de Baccantes - Très animé

- Neuvième Concert intitulé Ritratto dell' amore

1. Le Charme - Gracieusement et gravement
2. L'Enjouement - Gaiement
3. Les Grâces. Courante française
4. Le je-ne-sais-quoi - Gaiement
5. La Vivacité
6. La Noble Fierté. Sarabande - Gravement
7. La Douceur - Amoureusement
8. L'et cӕtera, ou Menuets

- Dixième Concert

1. Gravement et mesuré
2. Air tendre et louré - Sans lenteur
3. Plainte pour les violes, ou autres instruments à l'unisson : Lentement, et douloureusement - Plus Légèrement Et Coulé
4. La Tromba - Légèrement

- Onzième Concert

1. Majestueusement, sans trop de lenteur
2. Allemande - Fièrement, sans lenteur
3. Seconde allemande plus légère
4. Courante
5. 2ème Courante
6. Sarabande très grave et très marquée
7. Gigue lourée
8. Rondeau - Légèrement et galamment

- Douzième Concert à deux violes, ou autres instruments à l'unisson

1. Pointé-coulé
2. Badinage
3. Lentement et pathétiquement
4. Air - Gracieusement et légèrement

- Treizième Concert à deux instruments à l'unisson

1. Vivement
2. Air - Agréablement
3. Sarabande - Tendrement
4. Chaconne légère

- Quatorzième Concert

1. Gravement
2. Allemande - Vivement
3. Sarabande grave
4. Fuguette

## Discographie
- Nouveaux concerts from Les Goûts réunis (N° 5, 6, 7, 9, 10, 11, 12, 14) - Kuijkens, Haynes, Rubinlicht, Kohnen - 2 CD Sony Classical 1998
- Nouveaux concerts (N° 8, 13) + L'Apothéose de Corelli - Kuijkens, van Dael, van Olmen, Haynes, Dombrecht, Lange, Kohnen - 1 CD Sony Classical 1999
- Les goûts réunis - Les Talens Lyriques, dir. Christophe Rousset, clavecin : François Fernandez et Florence Malgoire, violons ; Philippe Pierlot, viole de gambe ; Pascal Monteillet, théorbe (2CD Decca 458 271-2)